# Casetas (stacja kolejowa)
Casetas (hiszp: Estación de Casetas) – stacja kolejowa w Saragossie, w dzielnicy Casetas, w prowincji Saragossa, we wspólnocie autonomicznej Aragonia, w Hiszpanii. Jest obsługiwana przez pociągi Media Distancia (średniego zasięgu) Renfe oraz pociągi linii C-1 Cercanías Zaragoza.

## Położenie stacji
Znajduje się na 327,5 km linii Madryt – Barcelona rozstawu iberyjskiego, na wysokości 210 m n.p.m. Na tej stacji rozpoczyna się również inna ważna linia kolejowa do Bilbao.

## Historia
Stacja została otwarta 25 maja 1863 wraz z otwarciem odcinka Medinaceli – Saragossa linii kolejowej Madryt-Saragossa przez Compañía de los Ferrocarriles de Madrid a Zaragoza y Alicante. W 1941 roku, w wyniku nacjonalizacji kolei w Hiszpanii stała się częścią RENFE.
Od 31 grudnia 2004 Renfe Operadora zarządza liniami kolejowymi, podczas gdy Adif jest właścicielem obiektów kolejowych.

## Linie kolejowe
- Madryt – Barcelona
- Bilbao – Casetas

## Połączenia

### Media Distancia
| Linia MD | Pociągi         | Z/Do                     |  | Do/Z                                  |
| -------- | --------------- | ------------------------ |  | ------------------------------------- |
|          | Regional Exprés | Burgos                   |  | Zaragoza-Miraflores                   |
|          | Regional Exprés | Castejón de Ebro Logroño |  | Zaragoza-Miraflores Zaragoza-Delicias |
|          | Regional        | Madryt-Chamartín         |  | Zaragoza-Miraflores                   |
|          | Regional        | Arcos de Jalón Calatayud |  | Zaragoza-Miraflores                   |

### Cercanías
Stacja jest częścią linii C-1 sieci Cercanías Zaragoza obsługiwanej przez Renfe. Około 20 pociągów łączy codziennie w każdym kierunku Casetas z Miraflores.